# ماغي هانان
ماغي هانان (بالإنجليزية: Maggie Hannan)‏ هي كاتِبة وشاعرة بريطانية، ولدت في 1962.